# Айвазян, Вардан Суренович
Вардан Суренович Айвазян (арм. Վարդան Սուրենի Այվազյան, 7 ноября 1961, село Табацгури близ Боржоми) — армянский политический и государственный деятель.

## Биография
- 1978—1983 — Ереванский зооветеринарный институт.
- 1983 — аппаратчик на Ярославском молочном заводе.
- 1983—1985 — служба в советской армии.
- 1985—1990 — Разданский молочный завод — рабочий, мастер, начальник участка, главный инженер.
- 1990—1991 — председатель кооператива «Карандзав».
- 1991—1995 — директор чаренцаванского хлебозавода.
- 1995—1996 — председатель исполкома чаренцаванского городского совета.
- 1996—1999 — мэр Чаренцавана.
- 1999—2001 — депутат парламента Армении.
- 2001—2007 — министр охраны природы Республики Армения.
- 12 мая 2007 — избран депутатом парламента Армении.
- 7 июня 2007 — избран председателем постоянной комиссии парламента Армении по экономическим вопросам.

## Награды
- Медаль Мхитара Гоша (14 сентября 2011 года) — по случаю 20-летия независимости Республики Армения, за активное участие в законотворческих процессах в стране, общественно-политической жизни и вклад в установление демократии[1].
- Медаль Анании Ширакаци (2006 год).
- Благодарность Президента Российской Федерации (12 февраля 2015 года, Россия) — за большой вклад в развитие российско-армянского сотрудничества и укрепление двусторонних межпарламентских связей[2].
- Медаль «За укрепление парламентского сотрудничества» (27 ноября 2014 года, Межпарламентская ассамблея СНГ) — за особый вклад в развитие парламентаризма, укрепление демократии, обеспечение прав и свобод граждан в государствах — участниках Содружества Независимых Государств[3].